# Oriole Beach (Floride)
Oriole Beach est une census-designated place du comté de Santa Rosa, dans l'État de Floride, aux États-Unis,. En 2020, elle compte une population de 1 679 habitants.